# Carlos Oporto
Carlos Oporto Fuenzalida (Valparaíso, 1983) es un guionista de telenovelas chilenas.

## Biografía
El año 2005 ingresa a trabajar como guionista de teleseries a TVN. Desde ahí ha participado en Los Capo, Cómplices, El señor de la Querencia e Hijos del Monte. En el 2013, debuta como jefe de libretos en Somos los Carmona.

## Telenovelas

### Historias originales
- 2013: Somos Los Carmona
- 2014: Caleta del sol
- 2017-2022: Verdades ocultas
- 2023-2025: Juego de ilusiones

### Colaboraciones
- 2005: Los Capo, de Víctor Carrasco
- 2006: Cómplices, de Víctor Carrasco
- 2007: El señor de La Querencia, de Víctor Carrasco
- 2008: Hijos del Monte, de Víctor Carrasco
- 2010: Martín Rivas, de Víctor Carrasco
- 2011: Su nombre es Joaquín, de Víctor Carrasco
- 2014: La Chúcara, de Julio Rojas y Valeria Hoffmann
- 2015: Esa no soy yo, de Camila Villagrán
- 2024: El señor de La Querencia: Revive el miedo, de Víctor Carrasco

### Adaptaciones de sus historias
- Amores con Trampa (2015) ( adaptación de Somos los Carmona) - Por Emilio Larrosa, Saúl Pérez Santana y María Antonieta "Calú" Gutiérrez.

- Datos: Q18719851